# 21-크라운-7
21-크라운-7(영어: 21-Crown-7)는 화학식 (C2H4O)7인 유기 화합물이다. IUPAC 이름은 '1,4,7,10,13,16,19-헵타옥사사이클로헨에이코세인(영어: 1,4,7,10,13,16,19-heptaoxacycloheneicosane)'이다. 이 화합물은 세슘(Cs+)을 포함한 다양한 양이온과 함께 복합체를 형성하는 산화 에틸렌의 순환 7합체(pentamer)이다. 그러나 다른 크라운 에터보다 Cs+에 더 높은 선택성을 가진다.